# Ravn Alaska
Ravn Alaska (ehemals Era Alaska) ist eine US-amerikanische Regionalfluggesellschaft mit Sitz in Anchorage, Alaska.

## Geschichte

### RavnAir Alaska (Corvus Airlines)
Carl Brady begann 1948 mit einem Bell 47A Helicopter, Vermessungsflüge für die US Geological Survey in Alaska durchzuführen und gründete Economy Helicopters, das später in Era Helicopters umbenannt wurde.
Die ersten Passagierflüge begannen im Mai 1983.
Nach einigen Besitzerwechseln wurde die Gesellschaft nun als Era Aviation von der Muttergesellschaft von Hageland Aviation und Frontier Flying Service übernommen. Am 1. Januar 2010 fusionierte Era Aviation zusammen mit der Frontier Alaska, der Frontier Flying Service und der Hageland Aviation Services in die Era Alaska.
Era Alaska änderte den Namen 2014 in Corvus Airlines und flog unter der Marke Ravn Alaska.

### RavnAir Connect (Hageland Aviation Services)
Ravn Alaska wurde von Mike Hageland in Mountain Village gegründet. Hageland begann 1981 mit einer Cessna 180 Passagier- und Frachttransportflüge zu kleineren Gemeinden in Alaska durchzuführen. In den achtziger Jahren wuchs die Fluggesellschaft schnell und betrieb Hageland Aviation Service mehr als 50 Flugzeuge, Cessna 207 und BE1900C, unter dem Namen Ravn Connect.

### Frontier Flying Service
Richard McIntyre gründete Frontier Flying Service 1950 als Charterfluggesellschaft, mit Fokus auf Fairbanks und Umkreis.
Die Gesellschaft wurde 1974 John Hajdukovich übernommen.
2008 gründeten die Eigner von Frontier Flying Service (John Hajdukovich) und Hageland Aviation (Mike Hageland and Jim Tweto)
eine neue Dachgesellschaft Hoth Inc. Hageland betrieb zu diesem Zeitpunkt 13 BE1900C und 8 Piper Chieftain und beschäftigte 230 Angestellte. 2009 übernahm man  Arctic Circle Air Service und Era Aviation und nahm diesen Namen an. Frontier übertrug seine BE1900C an Hageland Aviation und Era Aviation.
Frontier operierte unter der Marke Ravn Connect.
Am 5. April 2020 meldete Ravn Alaska auf Grund der Schwierigkeiten während der COVID-19 Krise Insolvenz nach Chapter 11 an.
Im November 2020 wurden Hageland Aviation Services und Frontier Flying Service einschließlich der Zertifikate und 8 Piper PA-31 Chieftain an die Investmentgesellschaft Monocoque Diversified Interests LLC (MDI) aus Texas, bzw. deren Tochtergesellschaft Rambler Air verkauft.

### Neustart im November 2020
Am 9. Juli 2020 ließ Ravn Air Group auf ihrer Website verlauten, den Verkauf von Teilen der Gesellschaft an Float Shuttle mit Sitz in Los Angeles durchzuführen. Der Verkauf schloss die Air Operator Certificates von Ravn Air Alaska (Corvus Airlines) und Pen Air sowie sechs de Havilland Canada DHC-8-100  und eine Saab 340 ein.
Der Charterbetrieb mit den de Havilland Canada DHC-8-100  Flugzeugen nach Dutch Harbor/Unalaska, Sand Point, Valdez, Homer and Kenai wurde am 13. November 2020 mit einem Flug von Anchorage nach Dutch Harbor wieder aufgenommen.
Am 23. Februar 2024 gab CEO Rob McKinney bekannt, dass 130 Mitarbeiter aufgrund zunehmender finanzieller Schwierigkeiten entlassen wurden. Er verwies auf Inflation, Arbeitskräftemangel und unerwartete Konkurrenz auf einigen Strecken von Ravn.

## Flugziele
Era Alaska fliegt ab ihrer Basis Anchorage acht Ziele in Alaska an.

## Flotte

### Aktuelle Flotte
Die Flotte der RavnAlaska besteht mit Stand vom 26. Februar 2024 aus neun Flugzeugen mit einem Durchschnittsalter von 30,7 Jahren.
| Flugzeugtyp                   | Anzahl | Sitze | Bemerkung |
| ----------------------------- | ------ | ----- | --------- |
| de Havilland Canada DHC-8-100 | 8      | 37    |           |
| de Havilland Canada DHC-8-300 | 1      | 50    | inaktiv   |
| Gesamt                        | 9      | –     | –         |

### Ehemalige Flugzeugtypen
Vor der Insolvenz 2020 bestand die Flotte aus:
| Flugzeugtyp                   | Anzahl                                  | Sitze |
| ----------------------------- | --------------------------------------- | ----- |
| Beechcraft 1900C              | 8 (5 Era Aviation, 3 Hageland Aviation) | 9–19  |
| Beechcraft 1900D              | 3 (3 Era Aviation)                      | 19    |
| Cessna 180 Skywagon           | 1 (1 Hageland Aviation)                 | 5     |
| Cessna 207 Stationair         | 20 (20 Hageland Aviation)               | 6     |
| Cessna 208 Caravan            | 20 (20 Hageland Aviation)               | 0–9   |
| de Havilland Canada DHC-8-100 | 8 (8 Era Aviation)                      | 29–37 |
| Piper PA-31 Chieftain         | 8 (8 Hageland Aviation)                 | 8     |
| Reims-Cessna F406             | 4 (4 Hageland Aviation)                 | 9     |
| Short 330 Sherpa              | 2 (2 Arctic Circle Air)                 | Cargo |
| Gesamt                        | 74                                      | –     |

Am 7. Juli 2020 wurden bei der Insolvenzauktion 15 Cessna an die Grant Aviation, 4 Cessna an die Wright Air Services, 14 Cessna an die Yute Commuter Service, 6 Cessna 208 an Everts Air Cargo und 8 Beechcraft 1900C an Alaska Central Express verkauft.

### Zuvor eingesetzte Flugzeuge
Davor nutzte Era Aviation auch folgende Flugzeugtypen:
- Convair CV-580
- de Havilland Canada DHC-6 Twin Otter
- de Havilland Canada DHC-7

## Zwischenfälle
Era Alaska verzeichnete in ihrer Geschichte drei Zwischenfälle:
- Am 3. Dezember 2012 verunglückte eine Cessna 208 Caravan (Luftfahrzeugkennzeichen N169LJ) unterwegs von Mikuryamiut nach Bethel. Kurz nach dem Start musste die Besatzung aufgrund von Motorproblemen auf einer gefrorenen Bucht notlanden. Einer von sieben Passagieren wurde leicht verletzt. Das Flugzeug wurde abgeschrieben.[20]

- Am 22. November 2013 verunglückte eine Beechcraft 1900C (N575X) unterwegs vom Flughafen Deadhorse nach Deadhorse bei der Landung. Das Flugzeug wurde abgeschrieben.[21]

- Am 29. November 2013 verunglückte eine Cessna 208 Caravan (N12373) unterwegs von Bethel nach St. Mary’s. Ein Zwischenstopp war in Mountain Village vorgesehen. Wegen schlechten Wetters wurde der Zwischenstopp nicht durchgeführt. Die Cessna verunglückte nach Überflug in geringer Höhe nahe St. Marys, dabei kamen drei der neun Passagiere und eines der beiden Besatzungsmitglieder ums Leben.[22]